# Barbarski potok s pritoki
Barbarski potok s pritoki este o arie protejată (arie specială de conservare — SAC, sit de importanță comunitară — SCI) din Slovenia întinsă pe o suprafață de 35,32 ha, integral pe uscat.

## Localizare
Centrul sitului Barbarski potok s pritoki este situat la coordonatele 46°30′09″N 15°06′34″E / 46.5024°N 15.1094°E.

## Înființare
Situl Barbarski potok s pritoki a fost declarat sit de importanță comunitară în aprilie 2004 pentru a proteja 2 specii de animale. Situl a fost protejat și ca arie specială de conservare în februarie 2012.

## Biodiversitate
Situată în ecoregiunea alpină, aria protejată nu include niciun habitat protejat.
La baza desemnării sitului se află mai multe specii protejate de  nevertebrate (2): Austropotamobius torrentium, fluturele-tigru (Callimorpha quadripunctaria).